# Resolutie 708 Veiligheidsraad Verenigde Naties
Resolutie 708 van de Veiligheidsraad van de Verenigde Naties werd op 28 augustus 1991 unaniem aangenomen, op de 3005de vergadering van de Raad.

## Inhoud
De Veiligheidsraad:
- betreurt het overlijden van rechter Taslim Olawale Elias (Nigeria) op 14 augustus;
- merkt op dat er een vacante betrekking is bij het Internationaal Gerechtshof tot het einde van de ambtstermijn van de overleden rechter die volgens het Statuut van het Hof moet worden ingevuld;
- moet volgens artikel °14 van het Statuut datum van de verkiezing vastleggen;
- beslist dat deze verkiezing op 5 december zal plaatsvinden tijdens de vergadering van de Veiligheidsraad en van de Algemene Vergadering.

## Verwante resoluties
- Resolutie 600 Veiligheidsraad Verenigde Naties (1987)
- Resolutie 627 Veiligheidsraad Verenigde Naties (1989)
- Resolutie 805 Veiligheidsraad Verenigde Naties (1993)
- Resolutie 951 Veiligheidsraad Verenigde Naties (1994)

## Nasleep
Op 5 december 1991 werd Bola Ajibola (Nigeria) verkozen om de vacante positie in te vullen.
Lijst ·  684 ·  685 ·  686 ·  687 ·  688 ·  689 ·  690 ·  691 ·  692 ·  693 ·  694 ·  695 ·  696 ·  697 ·  698 ·  699 ·  700 ·  701 ·  702 ·  703 ·  704 ·  705 ·  706 ·  707 ·  708 ·  709 ·  710 ·  711 ·  712 ·  713 ·  714 ·  715 ·  716 ·  717 ·  718 ·  719 ·  720 ·  721 ·  722 ·  723 ·  724 ·  725